# Lleó II d'Armènia
Lleó II, Lleó II el Gran o Levond Medzakordz (vers 1150 – 5 de maig del 1219) fou príncep i rei del Regne Armeni de Cilícia, de la dinastia rubènida. Va succeir al seu germà Rubèn III el 1186, quan aquest es va retirar a un monestir (i va morir poc després). Era fill d'Esteve d'Armènia Menor i de Rita de Barbaron. Del 1186 al 1187 fou nominalment regent de les seves nebodes Alícia i Filipa però, mort el seu germà, va agafar el poder absolut.

## Biografia

### Conflicte per la possessió de Bagras
L'aliança amb el Principat d'Antioquia va topar amb un obstacle: el districte fronterer del sud-est del golf d'Alexandreta, centrat en el castell de Bagras (en àrab Baghras, per als francs Gaston o Gastoun), i amb el litoral entre el congost de La Portelle (situat entre Alexandreta i Saqaltutan) i la badia d'Ajas (Lajazzo) a la desembocadura del riu Djihun. El castell de Bagras havia estat ocupat per Saladí aquell 1189 però Lleó se'n va apoderar el 1194, i Antioquia va reclamar la seva restitució. Llavors Lleó va preparar un parany al príncep Bohemon III d'Antioquia, i el va fer presoner en una festa a Bagras, amb la complicitat de Sibil·la la dona de Bohemon III. El príncep d'Antioquia fou tancat a la capital armènia, Sis, i per l'alliberament li va imposar la cessió del Principat d'Antioquia.
Bohemon III envià el mariscal Bartholomeu Tirel i Richard L'Erminet perquè, en nom seu lliuressin el control de la ciutat a les tropes armènies comandades per Hethum de Sassoun. Però quan va voler entrar a Antioquia, la ciutat, constituïda en comuna sota la direcció del patriarca Eimeric de Llemotges, es va negar a fer el que els demanaven. Els digueren que la comuna d'Antioquia, només reconeixia l'autoritat de Ramon IV de Trípoli fins al retorn de Bohemon. Tot seguit, la comuna envià una ambaixada demanant ajut al rei Enric I de Jerusalem. Amb la medicació del rei Enric, Bohemon va abandonar tota reclamació sobre Cilícia i es va establir una aliança matrimonial: Alícia o Alix, neboda de Lleó, es va casar (1195) amb Ramon d'Antioquia (el fill gran de Bohemon, conegut com a Ramon IV d'Antioquia). D'aquest enllaç va néixer Ramon Rupen d'Antioquia.

### Primer rei d'Armènia Menor
Lleó anhelava que el seu país fos reconegut com a reialme. En primer lloc apel·là a l'emperador Enric IV, un dels homes més poderosos del seu moment, el qual li digué per carta que ja resoldrien l'assumpte quan anés a Orient, ja que tenia intenció d'anar cap a Terra Santa com a croat.
Llavors el príncep Lleó va demanar el mateix al papa Celestí II, però aquest li exigí que prèviament passés de la fe ortodoxa al catolicisme. Finalment, amb l'arribada del cardenal Conrad de Wittelsbach i arquebisbe de Magúncia, va acceptar la condició imposada, encara que només de paraula i no de fets. Conrad feu la cerimònia de coronació en una data discutida, que podria ser el 6 de gener del 1199, a Tars.

### Conflicte per la successió a Antioquia
El 1201 va morir Bohemon III d'Antioquia i la successió havia d'anar al fill de Ramon IV i Alícia, Ramon Rupen, però la corona fou usurpada per Bohemon, comte de Trípoli, el fill segon de Bohemon III, que ja havia expulsat al seu pare d'Antioquia dos anys abans però havia estat restablert per Lleó. El rei d'Armènia Menor es va enfrontar amb el nou príncep d'Antioquia al qui va atacar el 1203, però fou rebutjat pels templers, partidaris de Bohemon IV. La guerra continuà i aquesta vegada Bohemon IV s'alià amb els seljúcides contra Ramon Rupen i els armenis.
El seu besnebot Ramon Rupen es va casar amb Helvis, filla d'Amalric II de Lusignan, i fou designat com a hereu d'Armènia el 15 d'agost del 1211. En aquests anys el Regne d'Armènia Menor s'havia obert al comerç internacional, sobretot genovès i venecià, els ports de Korikos i Ajas.
El 1211 Lleó va atacar territori seljúcida i va ocupar Eregli i Laranda de Licaònia (Karaman), però el 1216 va haver de restituir aquests territoris i el districte de Bozanti, restant el regne limitat a Cilícia. Ramon Rupen no es va poder mantenir i fou expulsat el 1218 per Bohemon IV, que tenia el suport dels elements grecs i llatins del principat, dels cavallers templers i de l'emir aiúbida d'Alep. Finalment Lleó va haver de cedir Bagras als templers.

### Successió en el tron d'Armènia
Lleó patia probablement de gota i les seves mans i peus es van deformar amb els anys. Va morir el 2 de maig del 1219 i la corona va passar a la seva filla Isabel o Zabel, si bé Ramon Rupen va presentar també reclamacions a la successió.

## Matrimonis i descendència
El 1189 es va casar amb Isabel d'Antioquia, la filla d'un germà de Sibil·la, l'esposa de Bohemon III d'Antioquia. D'aquest matrimoni van néixer dues filles:
- Rita, que va morir jove,
- Estefania, que es casà amb Joan de Brienne, futur rei de Jerusalem.

El 1206 la dona del rei, Isabel d'Antioquia, fou acusada d'adulteri pel catolicós armeni Joan de Sis. Lleó se'n va divorciar i la va empresonar a Vahka, on va morir el 1207.
El 1210 es casà amb Sibil·la, filla d'Amalric II de Lusignan, rei de Xipre i d'Isabel de Jerusalem, amb la qual tingué una filla:
- Isabel, que fou reina d'Armènia Menor.